# طريق ذو اتجاه واحد (فلم)
طريق ذو اتجاه واحد (بالإنجليزية: One Way Passage) هو فيلم دراما تم إنتاجه في الولايات المتحدة وصدر في سنة 1932.

## ترشيحات وجوائز
| السنة | الحدث          | الفئة    | النتيجة  |
| ----- | -------------- | -------- | -------- |
|       | جائزة الأوسكار | أفضل قصة | فـــــوز |

## وصلات خارجية
- مقالات تستعمل روابط فنية بلا صلة مع ويكي بيانات

1. ↑  "معلومات عن طريق ذو اتجاه واحد (فيلم) على موقع sratim.co.il". sratim.co.il. مؤرشف من الأصل في 2019-12-10.
2. ↑  "معلومات عن طريق ذو اتجاه واحد (فيلم) على موقع movie.walkerplus.com". movie.walkerplus.com. مؤرشف من الأصل في 2019-12-10.
3. ↑  "معلومات عن طريق ذو اتجاه واحد (فيلم) على موقع allmovie.com". allmovie.com. مؤرشف من الأصل في 2017-02-23.